# Financiamento climático no Gana
O financiamento climático no Gana inclui uma mistura de financiamento de origem nacional e internacional para adaptação, mitigação e resiliência às mudanças climáticas.

## Contribuições nacionalmente determinadas
O Gana é parte da Convenção-Quadro das Nações Unidas sobre Mudanças Climáticas (CQNUAC) e assinou e ratificou o Acordo de Paris. Em 2023, o Ministro das Finanças do Gana, Ken Ofori Atta, informou o público que o Ministério das Finanças estava criando uma divisão de financiamento climático para apoiar o financiamento climático no país.

## Grande apoio financeiro
De acordo com o relatório da CQNUAC de 2021, o financiamento climático no Gana registrou uma média de US$ 830 milhões entre 2019 e 2020. O maior apoio financeiro veio de organizações públicas, especialmente do governo ganês e Bancos Multilaterais de Desenvolvimento (BMDs).
Como membro do Fórum Climático Vulnerável (CVF) e do Grupo dos Vinte Vulneráveis (V20), um grupo de 68 países vulneráveis às questões das alterações climáticas, o Gana também pressionou pela criação de um modelo financeiro adequado ao clima para enfrentar as questões de financiamento climático.